# Arditi
Arditi este numele folosit de unități de comando ale armatei italiene în Primul Război Mondial. Denumirea provine de la verbul Ardire (it. a îndrăzni) și o traducere aproximativă în limba română ar fi vitejii.
Reparti d'assalto (Unitățile de Asalt) au fost înființate în vara anului 1917 de către Colonelul Bassi și au avut rolul tactic de trupe de șoc, străpungând apărarea inamică cu scopul de a pregăti acțiunile de avansare ale infanteriei. Arditi nu au fost trupe de infanterie, fiind considerate o armă separată, din acest punct de vedere putând fi considerate ca primele Unități Speciale din lume.
Reparti d'assalto au fost un element de noutate prin mobilitatea lor în ceea ce până atunci a fost considerat un război de tranșee. Meritele lor pe câmpul de luptă au fost exemplare și au câștigat un loc merituos în istoria militară modernă a Italiei. Până în 1920 au fost total demobilizați.
Numele Arditi a fost de asemenea folosit de susținătorii (în general foști veterani de război) ai lui Gabriele D'Annunzio, în timpul ocupării orașului Fiume în anii 1919-1920.
Arditi au folosit o uniformă compusă din basc și cămașă neagră. Una dintre emblemele folosite a fost capul de mort cu pumnalul între dinți, o aluzie la modul în care erau înfățișați Arditi în scenele de atac. Uniforma folosită de ei a fost preluată ulterior de Benito Mussoliti pentru mișcarea politică fascistă în scopul de a profita de imaginea și renumele Arditi în rândul maselor populare italiene.
Numele este uneori folosit în mod greșit ca denumire generală pentru unitățile speciale italiene cum ar fi Bersaglieri.